# József Majláth

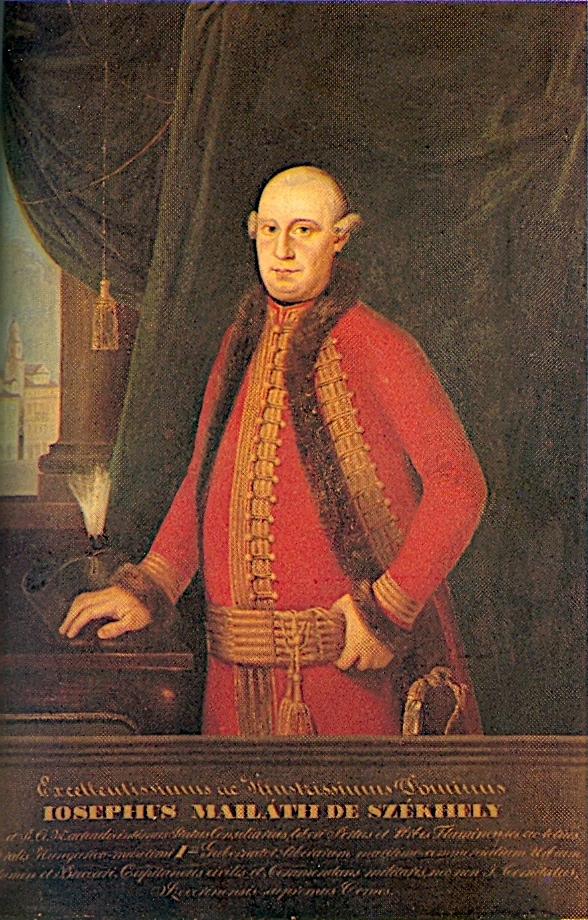
József Majláth

József (Joseph) Graf Majláth von Székhely (* 1737 in Tyrnau, Komitat Pressburg; † 17. Dezember 1810 in Nuštar, Komitat Syrmien) war ein ungarischer Hofbeamter, Staatsminister, Gouverneur von Fiume und Obergespan.

## Leben
Nach einem Studium der Philosophie wurde Majláth zunächst Notar und später Vizegespan des Komitats Hont. 1767 wurde er von Maria Theresia zum Kämmerer an ihrem Hof in Wien ernannt, und im selben Jahr zum Gouverneur von Fiume und zum Obergespan des Komitats Syrmien. Unter Joseph II. wurde Majláth 1783 Vizepräsident der ungarischen Hofkammer und im Folgejahr Obergespan von Borsod. Nach seiner Erhebung in den Grafenstand 1785 wurde Majláth im Folgejahr Vizepräsident der Wiener Hofkammer. Nach der Ernennung zum Vizegouverneur von Galizien 1794 wurde Majláth 1795 Tarnackmeister und 1797 Kanzler der Galizischen Hofkanzlei. Franz II. ernannte ihn 1801 zum Kanzler der Italienischen Hofkanzlei in Venedig und 1802 zum Staatsminister. 1806 wurde ihm zum 50. Dienstjubiläum das Großkreuz des K.u. Sankt Stephans-Orden verliehen.

## Quelle
- József Sennyey: Majláth József (székhelyi gróf). In: Magyar írók élete és munkái. Band 8. Hornyánszky, Budapest 1902 (arcanum.com).